# Přebor Zlínského kraje 2006/2007
V soubojích 19. ročníku Přeboru Zlínského kraje 2006/07 (jedna ze skupin 5. fotbalové ligy) se utkalo 15 týmů každý s každým dvoukolovým systémem podzim–jaro. Tento ročník začal v sobotu 12. srpna 2006 kompletním 1. kolem a skončil v sobotu 23. června 2007 zbývajícím utkáním odloženého 17. kola (FC Slovácká Sparta Spytihněv – FK Luhačovice 0:2).
Soutěž dohrál lichý počet mužstev (15), totéž se stalo v sezoně 1998/99.

## Nové týmy v sezoně 2006/07
- Z Divize D 2005/06 ani z Divize E 2005/06 nesestoupilo do Přeboru Zlínského kraje žádné mužstvo. Mužstvo FK Kunovice hrálo v sezoně 2005/06 ve druhé lize.
- Ze skupin I. A třídy Zlínského kraje 2005/06 postoupila mužstva FC Valašské Příkazy (vítěz skupiny A) a FC Slovácká Sparta Spytihněv (vítěz skupiny B).

## Konečná tabulka
Zdroje: 
| Poř. | Tým                              | Z  | V  | R | P  | VG | OG  | B  |
| ---- | -------------------------------- | -- | -- | - | -- | -- | --- | -- |
| 1.   | FC Vsetín                        | 28 | 18 | 4 | 6  | 59 | 34  | 58 |
| 2.   | 1. VFC Rožnov pod Radhoštěm      | 28 | 17 | 5 | 6  | 72 | 30  | 56 |
| 3.   | FK Chropyně                      | 28 | 16 | 3 | 9  | 60 | 37  | 51 |
| 4.   | ČSK Uherský Brod                 | 28 | 15 | 6 | 7  | 51 | 34  | 51 |
| 5.   | FC Slovácká Sparta Spytihněv (N) | 28 | 14 | 4 | 10 | 44 | 34  | 46 |
| 6.   | FC Valašské Příkazy (N)          | 28 | 13 | 6 | 9  | 66 | 39  | 45 |
| 7.   | TJ Sokol Kateřinice              | 28 | 12 | 4 | 12 | 48 | 38  | 40 |
| 8.   | FK Dobet Ostrožská Nová Ves      | 28 | 11 | 4 | 13 | 33 | 46  | 37 |
| 9.   | FC RAK Provodov                  | 28 | 10 | 7 | 11 | 38 | 35  | 37 |
| 10.  | SFK ELKO Holešov                 | 28 | 10 | 7 | 11 | 41 | 41  | 37 |
| 11.  | TJ Spartak Hluk                  | 28 | 10 | 7 | 11 | 43 | 57  | 37 |
| 12.  | FC Slušovice                     | 28 | 9  | 9 | 10 | 49 | 40  | 36 |
| 13.  | TJ Dolní Němčí                   | 28 | 7  | 4 | 17 | 32 | 64  | 25 |
| 14.  | FK Luhačovice                    | 28 | 5  | 8 | 15 | 22 | 54  | 23 |
| 15.  | SK HS Hradčovice                 | 28 | 2  | 4 | 22 | 26 | 101 | 10 |
| 16.  | FK Kunovice                      | –  | –  | – | –  | –  | –   | –  |

Poznámky:
- Z = Odehrané zápasy; V = Vítězství; R = Remízy; P = Prohry; VG = Vstřelené góly; OG = Obdržené góly; B = Body; (S) = Mužstvo sestoupivší z vyšší soutěže; (N) = Mužstvo postoupivší z nižší soutěže (nováček)

|  | Postup do Divize E 2007/08                           |
|  | Sestup do I. A třídy Zlínského kraje – sk. B 2007/08 |
|  | Odhlášení A-mužstva                                  |